# P-Aminobenzoesäure
p-Aminobenzoesäure (PABA) ist eine organische Carbonsäure, ein Baustein der Folsäure und wird oftmals den B-Vitaminen zugeordnet, ist jedoch kein Vitamin. Frühere Trivialnamen lauteten fälschlich Vitamin B10 und Vitamin R. Für viele Bakterien ist PABA ein wichtiger Wuchsstoff bei der Bildung von Folsäure. p-Aminobenzoesäure (4-Aminobenzoesäure) hat zwei Stellungsisomere: Anthranilsäure (2-Aminobenzoesäure) und 3-Aminobenzoesäure.

## Eigenschaften
p-Aminobenzoesäure bildet farblose Kristalle, die löslich sind in heißem Wasser, Ethanol, Ether, Eisessig. Sie ist leicht oxidierbar, z. B. mit Eisen(III)-Salzen; an der Luft oder unter Lichteinwirkung tritt leicht gelblich-rote Verfärbung ein. Bakterien, Pflanzen und Pilze benötigen p-Aminobenzoesäure als lebenswichtigen Wuchsstoff zur Synthese von Folsäure durch die Dihydropteroat-Synthase. Bäckerhefe enthält ca. 5–10 ppm p-Aminobenzoesäure. Die Biosynthese erfolgt aus Chorisminsäure und Glutamat.

## Biologische Bedeutung
Für viele Bakterien ist p-Aminobenzoesäure ein wichtiger Wuchsstoff, der zur Herstellung von Folsäure benötigt wird. Diese Biosynthese kann durch Sulfonamide gestört werden, die strukturell ähnlich aufgebaut sind. Sie wirken als Antimetabolit, verhindern die Herstellung der Folsäure und schränken dadurch die Vermehrung der Bakterien ein. Daher wirken viele Sulfonamide als Antibiotika.

## Verwendung
p-Aminobenzoesäure dient als Ausgangsstoff für die Synthese von Azofarbstoffen, Folsäure, Lokalanästhetika sowie als UV-Absorber (UV-B-Filter) in Sonnenschutzmitteln (maximal 5 % erlaubt).
Außerdem wird p-Aminobenzoesäure unter der Bezeichnung PABA als Nahrungsergänzungsmittel vertrieben. Deren Salz Kalium-4-aminobenzoat (auch: Kalium-paraaminobenzoat, kurz: Potaba) wird in Deutschland zur Behandlung der Erkrankung Induratio penis plastica eingesetzt.

## Toxikologie
p-Aminobenzoesäure zeigt geringe akute Toxizität; es wurden keine Hinweise auf Kanzerogenität gefunden. Sensibilisierungsversuche an Meerschweinchen lieferten keine Hinweise auf eine sensibilisierende Wirkung. p-Aminobenzoesäure wird über die Haut kaum resorbiert. Nach oraler Aufnahme treten als Hauptmetaboliten p-Aminohippursäure (PAH) und p-Acetylaminohippursäure (4-Acetamidohippursäure, PAAHA) auf.

## Derivate
- Benzocain (Ethylester)
- Cycloform (Isobutylester)
- Potaba (Kalium 4-aminobenzoat)
- Procain (2-(N,N-Diethylamino-)ethylester)